# Elatostema glaucescens
Elatostema glaucescens là loài thực vật có hoa trong họ Tầm ma. Loài này được Wedd. mô tả khoa học đầu tiên năm 1856.